# 理想的兒子
《理想的兒子》（日语：理想の息子）是日本電視台在2012年1月14日開始播出的連續劇。播放時間為逢星期六日本時間晚上九時。

## 角色列表

### 主角
- 鈴木大地（山田涼介飾）（粵語配音：張裕東）

代表動物:主→無尾熊、副→袋鼠寶寶
16歲，海的獨生子，是個內心純潔、相貌俊俏的美少年。對母親的愛無人能敵，堪稱「新型超級戀母癖」。凡事都把母親擺在第一位。原本就讀於升學率高的貴族學校——明風學院，不過擔心母親的工作而自己退學轉到著名的不良男子高校——海王工業高中。非常喜歡無尾熊，一直想去澳洲。口頭禪「我沒有戀母情結，我不過是最喜歡媽媽而已」。
- 鈴木海（鈴木京香飾）（粵語配音：陸惠玲）

代表動物→袋鼠媽媽
42歲，大地的母親，單親媽媽，自認渾身上下沒有母愛的存在。至今為止男人緣極差。為了扭轉不幸的人生，處心積慮把大地教育成對她百依百順、凡事把她放在第一位的「理想兒子」，在海王工業高中的食堂裡面工作。有點腹黑邪惡的性格，總是希望大地以後出人頭地，能給自己買一幢帶庭院的大房子。總是自認為沒有母愛是假裝好母親的單親媽媽，實際上在內心深處非常愛大地。

### 海王工業高中
- 三船憲吾 （藤谷太輔飾）（粵語配音：李致林）

代表動物→獅子
18歲，三年級，是學校裡面的老大，拳擊部。小時候被媽媽拋棄了，非常羨慕鈴木母子。性格有點孤傲，在學校裡面是神話級別的人物。作為奧運會的拳擊候補選手而十分努力地在訓練。
- 小林浩司 （中島裕翔飾）（粵語配音：麥皓豐）

代表動物→倉鼠
16歲，一年級，大地的同學。非常怕他的媽媽。是大企業丸林的小少爺。性格非常弱懦。小林一直想到貴族學校上學，但母親為了鍛煉他讓他在海王上學。在學校一直被欺負，不敢吭聲，直到遇見鈴木大地，與他成為好朋友，但是後來卻因為嫉妒大地而讓朋友們都誤會大地，最後有和好。在看到豹塚昌子更衣之後似乎很在意她。
- 內山吾郎 （武田航平飾）（粵語配音：周倚天）

18歲，三年級，拳擊部。跟隨憲吾，和他關係很好，也很支持鈴木大地當下一任海王的老大。
- 鱷川悠馬 （入江甚儀飾）（粵語配音：張方正）

代表動物→鱷魚
16歲，一年級A班，大地的同學。人稱「鱷魚」。打架很毒辣，大家都很害怕他。不過因為大地的言辭而和他成了好朋友
- 羽生義和（柄本時生飾）（粵語配音：曹啟謙）

代表動物→蛇
17歲，二年級。因為長相十分平凡和路人，所以見過他的人基本上不是忘記他是誰就是記不住他的名字，但是打架十分的凶狠。
- 象林友行（諸見里大介飾）（粵語配音：劉奕希）

代表動物→象
17歲，二年級。身材魁梧，經常頭戴面罩(分為三階段藍色為安全、黃色為警告、紅色為危險)。平時很軟弱，但隱藏著凶狠的一面。以前有兩隻鸚鵡，把他們當成朋友。後來和大地他們成為好朋友了。喜歡看《小飛象》。
- 豹塚昌子（吉永淳飾）（粵語配音：凌晞）

代表動物→豹
16歲，一年級A班，大地的同學。 1年A組。為了向海王工業高中的高手過招從而能宣傳父親的道場，為了爸爸女扮男裝轉校到海王高中讀書，喜歡的人是鈴木大地（在第九集中為了大地去買裙子希望大地喜歡）
- 丹波巌（脇知弘飾）（粵語配音：黃積權）

18歲，三年級，柔道部主將。非常喜歡大地，向大地表白想與他交往，不過被大地拒絕。總是拜託大地換女裝(說是為幫助妹妹站起來)。　
- 神部敏郎（小林劍道飾）（粵語配音：葉振聲）

39歲，一年級A班的班主任和體育老師，拳擊部顧問。劍道四段，空手道五段，柔道六段。對鈴木海一見鍾情。
- 池田東彥（金子統昭飾）（粵語配音：馮錦堂）

36歲，大地學校的美術老師。擁有藝術的感性，和大地的父親長得驚人的相似。喜歡畫裡面的二次元女生。總是開導鈴木海。

### 其他角色
- 小林光子（鈴木杏樹飾）（粵語配音：黃玉娟）

42歲，浩司的媽媽。大企業丸林(MaruKoba)創始人的女兒。對浩司很嚴格，希望浩司能成為繼承家業的超凡魅力有領導能力的人而讓他進入海王高中讀書，但是比起自己兒子還是喜歡鈴木大地。
- 倉橋実（澤村一樹飾）（粵語配音：陳欣）

42歲，鈴木家的鄰居。和大地非常談得來。妻子離家出走中，實際上是結婚前因意外離世。經常到鈴木家蹭飯，幫鈴木海排憂解難。
- 本田佳代子（須藤理彩飾）（粵語配音：林芷筠）

鈴木海的朋友。介紹鈴木海到海王高中的食堂裡面工作。
- 丹波彩花 （三吉彩花飾）（粵語配音：何璐怡）

丹波的妹妹。曾經是有名的花式滑冰選手。在一次練習中腳受傷了，恢復後一直不肯站起來。拿這個做藉口，讓大地換女裝來鼓勵自己。

### 分集角色
- 豹塚正臣（阿南健治飾）（粵語配音：張錦江）

昌子的父親。
- 鈴木雄吾（金子統昭飾）（粵語配音：張炳強）

上市公司SYG設計公司的總裁，因當年在海懷孕時有外遇而使到海和大地離開他，後來因為自己經濟狀態上升所以打算接兒子一起生活。
- 金狼 （林遣都飾）（粵語配音：陳成港）

代表動物→金髮的狼
16歲，一年級。為了坐上學校的老大位子而襲擊海王高中的學生。初中的時候和小林一個班，是好朋友，經常被人欺負，但是高中以後性格變得十分惡劣。
- 班田順平（RED RICE飾）（粵語配音：林筠翔）

代表動物→熊貓
18歲，三年級。城國商業高校的老大。家裡是開幫人針灸的店，因此用針灸麻痺自己的痛覺，故怎麼打他都沒感覺。率領手下攻入海王工業高中，打算找三船麻煩。但是還是被鈴木大地的「袋鼠上勾拳」打中下巴所以振動到大腦而被打敗了。
- 天王寺鷹（風間俊介飾）（粵語配音：梁偉德）

代表動物→鷹
18歲，三年級。明風学園「天王寺組」的大少爺。為了在G7(7大建築公司)大會中得到勝利，而暗中襲擊其他G7大會參加者的兒子。

## 播放日期、標題、收視率
| 集數                                                         | 播放日期                                                     | 日本副標題                                                   | 中文副標題                                                   | 收視率 |
| ------------------------------------------------------------ | ------------------------------------------------------------ | ------------------------------------------------------------ | ------------------------------------------------------------ | ------ |
| 第1話                                                        | 2012年1月14日                                                | 邪悪な母VSマザコン息子                                       | 邪惡的母親VS戀母兒子                                         | 13.9%  |
| 第2話                                                        | 2012年1月21日                                                | 息子の心が女子!? そのとき母は…                               | 兒子的內心是女孩！？這時的母親該···                          | 12.4%  |
| 第3話                                                        | 2012年1月28日                                                | 言わせて見せる!! クソババア!!                                | 聽我說！！臭老太婆！！                                       | 14.0%  |
| 第4話                                                        | 2012年2月4日                                                 | 貧乏脱出神頼み! 象さんの青い鳥                               | 擺脫貧窮就拜託神了！大象先生的青鳥                           | 11.0%  |
| 第5話                                                        | 2012年2月11日                                                | 激闘! ファザコンVSマザコン!!                                 | 激鬥！戀父VS戀母！！                                         | 11.2%  |
| 第6話                                                        | 2012年2月18日                                                | 母ちゃんに新恋人!? 狼の群れ学園を襲う                        | 媽媽有了新戀人！？狼群襲擊學園                               | 10.6%  |
| 第7話                                                        | 2012年2月25日                                                | 迎えに来た父! パンダ学園を襲う                               | 父親來了！熊貓襲擊學園                                       | 12.3%  |
| 第8話                                                        | 2012年3月3日                                                 | 育てて損した!? 取り違え息子究極の選択                        | 養育損失的！？誤解收養兒子究極的選擇                         | 10.0%  |
| 第9話                                                        | 2012年3月10日                                                | 息子に彼女!? 母ちゃんはオニ姑?                               | 兒子有了女朋友！？媽媽是鬼婆婆？                             | 10.7%  |
| 最終話                                                       | 2012年3月17日                                                | 結婚反対!! 母VS息子最後の聖戦                                | 結婚反對！！母親VS兒子最後的聖戰                             | 12.5%  |
| 平均收視率（收視率為日本關東地區，由Video Research所調查。） | 平均收視率（收視率為日本關東地區，由Video Research所調查。） | 平均收視率（收視率為日本關東地區，由Video Research所調查。） | 平均收視率（收視率為日本關東地區，由Video Research所調查。） | 11.86% |

## 工作人員
- 劇本：野島伸司
- 演出：佐久間紀佳、森雅弘、中島悟
- 音樂：横山克
- 主製作人：櫨山裕子
- 製作人：三上繪里子、福井雄太、松原浩（AX-ON）、柳内久仁子（AX-ON）
- 製作協助：AX-ON
- 製作著作：日本電視台

## 主題曲
- Hey!Say!JUMP『SUPER DELICATE』

## 外部連結
- 官方網站 （页面存档备份，存于）

## 節目的變遷
| 日本日本電視台 日本電視台週六連續劇      | 日本日本電視台 日本電視台週六連續劇            | 日本日本電視台 日本電視台週六連續劇 |
| ---------------------------------------- | ---------------------------------------------- | ----------------------------------- |
|                                          | 理想的兒子 （2012.1.14 - 2012.3.17）           |                                     |
| 妖怪人間貝姆 （2011.10.22 - 2011.12.24） | 三色貓福爾摩斯的推理 （2012.4.14 - 2012.6.23） |                                     |

| 緯來日本台 週一至週五 21:00至22:00 | 緯來日本台 週一至週五 21:00至22:00   | 緯來日本台 週一至週五 21:00至22:00 |
| ---------------------------------- | ------------------------------------ | ---------------------------------- |
|                                    | （2012.05.07 - 2012.05.18）          |                                    |
| （2012.04.27 - 2012.05.06）        | 南極大陸 （2012.05.21 - 2012.06.01） |                                    |

| 香港 星期日 15:00-17:00及21:00-23:00 | 香港 星期日 15:00-17:00及21:00-23:00 | 香港 星期日 15:00-17:00及21:00-23:00 |
| ------------------------------------ | ------------------------------------ | ------------------------------------ |
|                                      | （2013.01.13 - 2013.02.10）          |                                      |
| （2012.12.02 - 2013.01.06）          | （2013.02.17 - 2013.03.24）          |                                      |

1. ↑  第九集